# Pottle
Pottle war ein englisches Volumenmaß für Wein und trockene Waren.

## Getreidemaß
- 1 Pottle = 114,5 Pariser Kubikzoll = 2 3/11 Liter (Reichsmaß oder Imperial Standard)
- 1 Pottle = 112 7/8 Pariser Kubikzoll = 2 5/22 Liter (Winchestermaß)
- 1 Pottle = 113 2/5 Pariser Kubikzoll = 2 5/9 Liter (Altschottischer Weizenfirlot)

Reichsmaß oder Imperial Standard
- 74 Pottle = 1 Coom/Comb/Cornock
- 128 Pottle = 1 Quarter/Seam
- 640 Pottle = 1 Tun/Wey
- 1280 Pottle = 1 Load/Last

Die Maßkette war 
- 1 Strike = 2 Bushel = 8 Peck = 16 Gallon = 32 Pottle = 64 Quarter = 128 Pint = 3663 Pariser Kubikzoll = 72 ½ Liter

## Wein- undBranntweinmaß
- 1 Pottle = 114,5 Pariser Kubikzoll = 2 3/11 Liter (Reichsmaß oder Imperial Standard)
- 1 Pottle = 112 Pariser Kubikzoll = 2 8/9 Liter (altes Weinmaß)
- 1 Pottle = 116 1/4 Pariser Kubikzoll = 2 3/10 Liter (altes Biermaß)

### Reichsmaß oder Imperial Standard
- 1 Pottle = 2 Quarts = 4 Pinten
- 2 Pottles = 1 Gallon
- 36 Pottles = 1 Rundlet/Kilderkin
- 63 Pottles = 1 Barrel
- 84 Pottles = 1 Tierce
- 126 Pottles = 1 Hogshead
- 168 Pottles = 1 Punchion
- 202 Pottles = 1 Pipe/Butt
- 504 Pottles = 1 Tun

### Weißbier/Ale
- 16 Pottles = 1 Firkin
- 32 Pottles = 1 Kilderkin
- 64 Pottles = 1 Barrel
- 96 Pottles = 1 Hogshead
- 768 Pottles = 1 Load/Last

### Gehopftes Bier,Porter
- 18 Pottles = 1 Firkin
- 36 Pottles = 1 Kilderkin
- 72 Pottles = 1 Barrel
- 108 Pottles = 1 Hogshead
- 216 Pottles = 1 Pipe/Butt
- 432 Pottles = 1 Tun